# David Gonson
Pour les articles homonymes, voir Gonson.
David Gonson, né à Deptford dans le Kent vers 1510 et mort martyr à Londres le 12 juillet 1541, est un chevalier de Malte anglais exécuté sous le règne d'Henri VIII. 

## Biographie
Né dans une famille de militaires - son père est vice-amiral - et proche de la noblesse il rejoint l'ordre de Malte et sa puissante flotte militaire le 20 octobre 1533 à la Valette. Il y sert comme soldat et marin pendant presque 10 ans, l'Ordre luttant en méditerranée contre le péril turc. En 1540 il est en Angleterre lorsque le roi Henri VIII décide la suppression et la confiscation des biens de l'Ordre dans son royaume. Cette décision le contrarie. Il entre alors en opposition. Pour le faire taire on lui prête d'avoir publiquement traîté le roi d'hérétique et de lui dénier toute autorité en matière spirituelle et religieuse. Il est alors arrêté et emprisonné successivement dans la Tour de Londres et la prison de Marshalsea. Il est jugé l'année suivante. Son appartenance ouverte et revendiquée à l'ordre de Malte, ordre désormais associé à la puissance papale suffit à le faire condamner à mort pour haute trahison. Il est pendu, traîné sur une claie jusqu'à la potence et mis en quart. 

## Vénération
Reconnu comme un martyr catholique, il est béatifié en 15 décembre 1929 par le pape Pie XI. Vénéré par l'Église catholique il est fêté le 12 juillet et est compté dans la liste des Cent sept martyrs d'Angleterre et du pays de Galles. 

## Voir également